# Hesperarcha
Hesperarcha é um gênero de mariposa pertencente à família Acrolepiidae.